# Adapsilia facialis
Adapsilia facialis är en tvåvingeart som beskrevs av Friedrich Georg Hendel 1934. Adapsilia facialis ingår i släktet Adapsilia och familjen Pyrgotidae.
Artens utbredningsområde är Taiwan. Inga underarter finns listade i Catalogue of Life.